# 曲序马蓝
曲序马蓝（学名：Strobilanthes calycinus）为爵床科紫云菜属的植物。分布在喜马拉雅山以及中国大陆的西藏、云南等地，生长于海拔1,700米至2,200米的地区，目前尚未由人工引种栽培。